# أغنيس بالدوين الكسندر
أغنيس بالدوين الكسندر (بالإنجليزية: Agnes Baldwin Alexander)‏ هي ناشطة إسبرنتو أمريكية، ولدت في 21 يوليو 1875، وتوفيت في 1971.